# Yousef Al-Rawashdeh
Yousef Ahmad Mohammad Al-Rawashdeh (arab. يوسف أحمد محمد الرواشدة; ur. 14 marca 1990 w Dubaju) – jordański piłkarz grający na pozycji napastnika. Od 2016 jest zawodnikiem klubu Al-Faisaly Amman.

## Kariera piłkarska
Swoją karierę piłkarską Al-Rawashdeh rozpoczął w klubie Al-Arabi Irbid, w którym w 2006 roku zadebiutował w pierwszej lidze jordańskiej. W Al-Arabi występował do końca sezonu 2012/2013. Latem 2013 przeszedł do Al-Jazeera Amman. Z kolei w 2014 roku został zawodnikiem klubu Al-Ramtha SC. W 2016 przeszedł do Al-Faisaly Amman. W sezonie 2016/2017 wywalczył z nim dublet - mistrzostwo i Puchar Jordanii.

## Kariera reprezentacyjna
W reprezentacji Jordanii Al-Rawashdeh zadebiutował 9 października 2013 w zremisowanym 0:0 towarzyskim meczu z Kuwejtem. W 2015 roku był w kadrze Jordanii na Puchar Azji 2015. W 2019 roku powołano go do kadry na Puchar Azji 2019.